# Dendrobathypathes boutillieri
Dendrobathypathes boutillieri är en korallart som beskrevs av Opresko 2005. Dendrobathypathes boutillieri ingår i släktet Dendrobathypathes och familjen Schizopathidae. Inga underarter finns listade i Catalogue of Life.